# شيبوشي (كاغوشيما)
مدينة شيبوشي (بالإنجليزية: Shibushi)‏ هي أحد المدن التابعة لمحافظة كاغوشيما. تأسست رسميًا في 01/01/2006. ويقدر عدد سكانها بـ 34105 نسمة حسب تقدير مكتب الإحصاء الياباني لعام 2012. تبلغ مساحة شيبوشي 289.93 كم2. بكثافة سكانية تبلغ 118 نسمة/كم2.